# Ребёнок

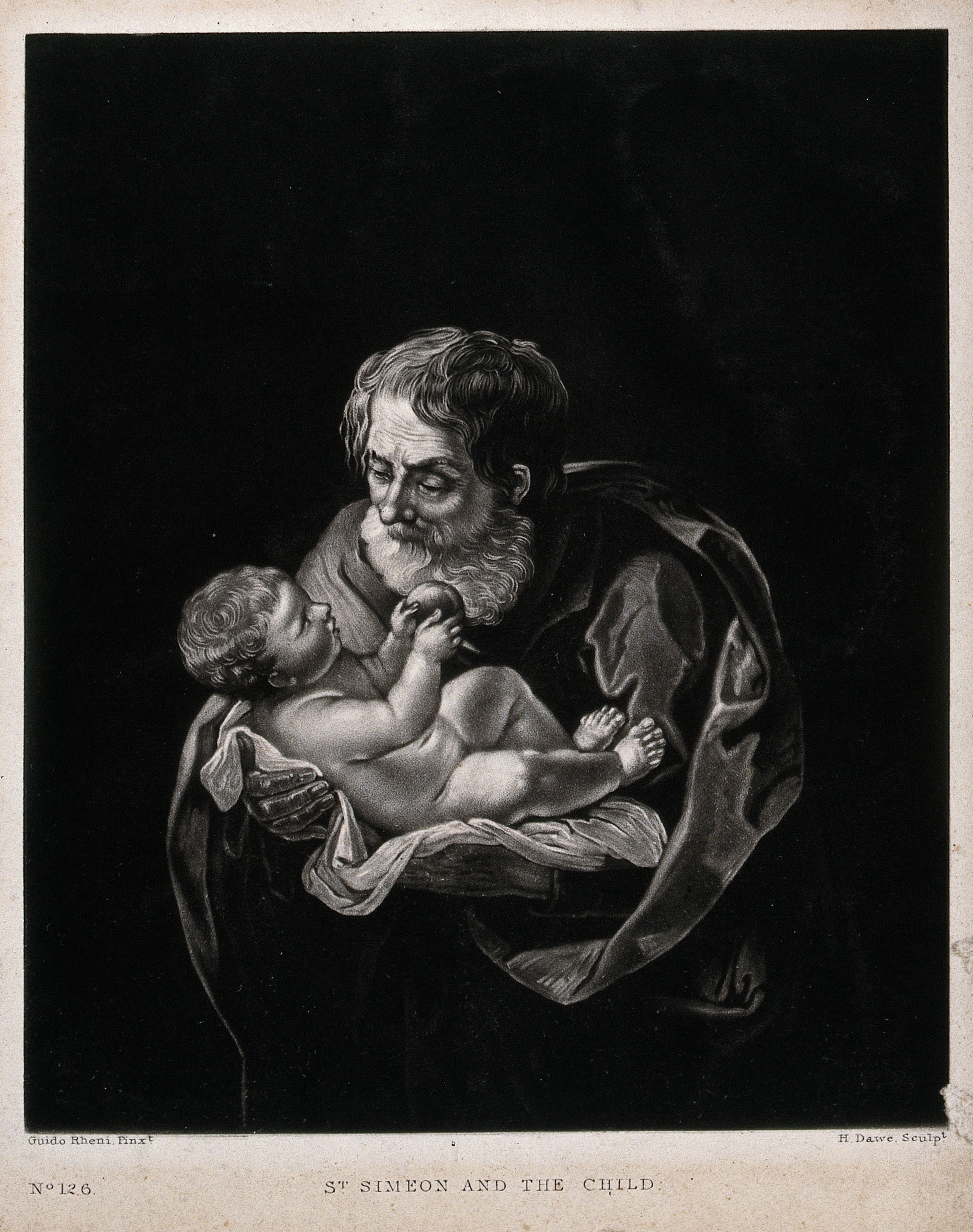
Симеон Богоприимец держит на руках младенца Иисуса, Генри Доу

Ребёнок (множ. дети) — в основном значении, человек в период детства.
Возрастные границы детства разнятся в различных культурах, теориях жизненного цикла и юридических системах. В общем случае ребёнком называют человека от рождения до окончания пубертатного периода. Де́вочка — ребёнок женского пола; ма́льчик — ребёнок мужского пола. Раздел медицины, посвящённый детскому здоровью, называется педиатрия.

## Этимология
Русское слово «ребёнок» происходит от др.-рус. робѧ, продолжающего праслав. *orbę (родит. *orbęte), родственного др.-инд. árbhaḥ «маленький мальчик», др.-греч. ὀρφανός «сирота», лат. orbus «осиротевший», арм. оrb «сирота», гот. arbja «наследник». Гласный «е» в первом слоге вместо ожидаемого «о» объясняют ассимиляцией с гласным второго слога.

## Исторические сведения

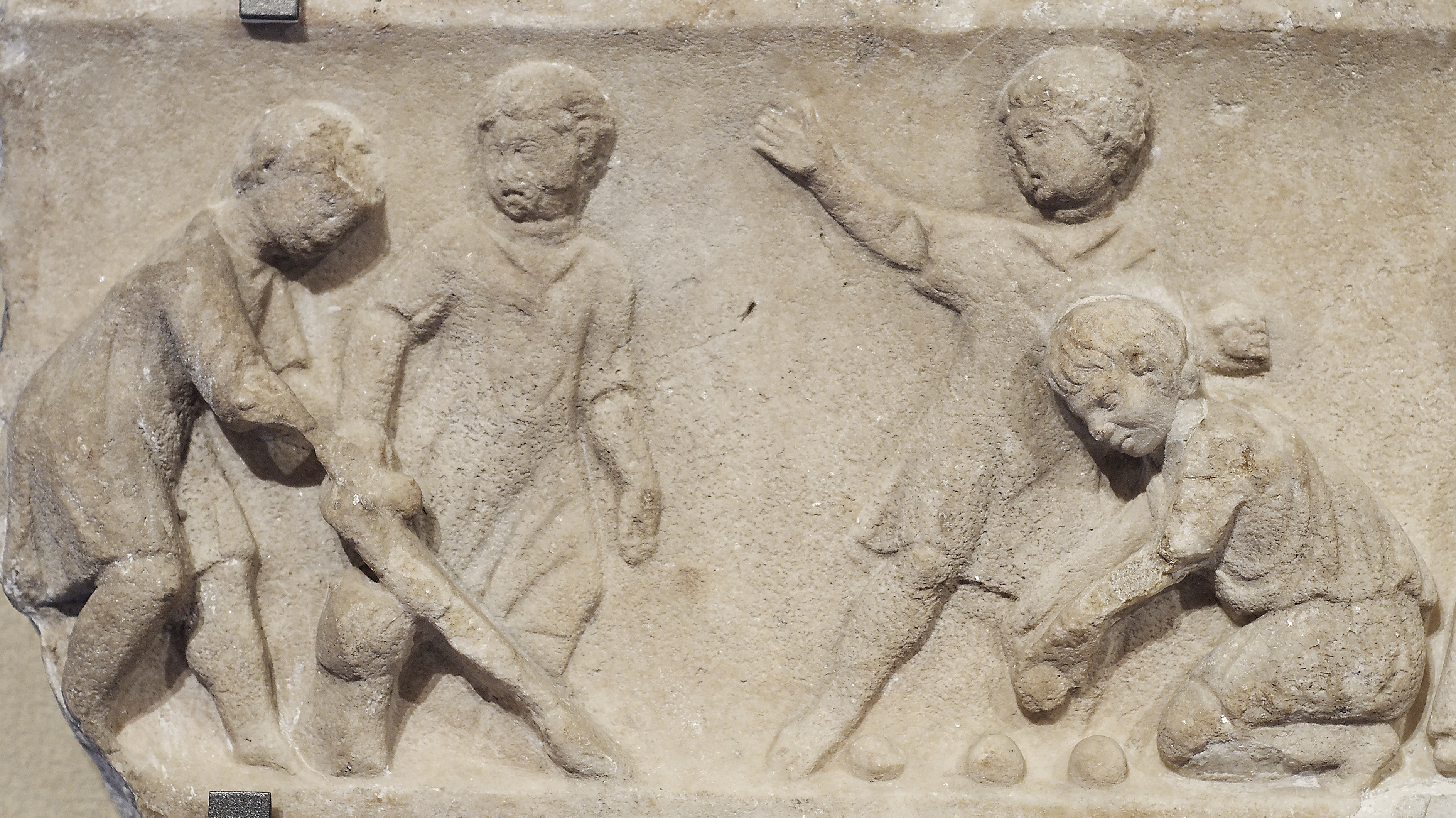
Дети играют в мяч, Римская империя, II век н. э.

Учение о детях, как принято считать, берёт своё начало в IV веке до нашей эры книгой отца медицины Гиппократа «О природе ребёнка». В дальнейшем (I—II века) о воспитании детей и уходе за ними пишут Цельс, Гален и Соран. В последующие 15 веков практически повторялось то, что было изложено ранее у Галена и Сорана. Однако высокая детская смертность, появление благотворительных организаций, а также создание в некоторых странах Европы воспитательных домов (приютов) для подкидышей и беспризорных детей способствовали пробуждению интереса к особенностям детского организма в XV—XVII веках — опубликовано большое количество трудов, посвящённых воспитанию и выхаживанию детей.
В России Пётр I издаёт указ «О строении в Москве госпиталей для помещения незаконнорождённых младенцев и о даче им и их кормилицам денежного жалования». Позже М. В. Ломоносов высказывает идею создания народных богаделен для незаконнорождённых и издания наставлений по лечению детских болезней в своём письме «О размножении и сохранении Российского народа». Однако открыты первые воспитательные дома в России (1763 год — в Москве, 1771 год в Петербурге) только благодаря усилиям И. И. Бецкого, собственноручно составившего проекты этих домов и разработавшего наставления о воспитании и уходе за детьми.

## Периоды взросления
Ребёнок — постоянно растущий и развивающийся организм, на каждом возрастном этапе обладающий определёнными морфологическими, физиологическими и психологическими особенностями. Различают следующие периоды развития психики ребёнка:
- период новорождённости (первые четыре недели жизни — 28 дней);
- грудной возраст (с 29-го дня жизни до 1 года)[4];
- ясельный или преддошкольный период (от 1 года до 3 лет)[5];
- дошкольный период (от 3 до 7 лет)[5];
- младший школьный возраст (от 7 до 12 лет)[5];
- подростковый возраст (от 13—14 до 17—18 лет)[5].

### Грудной ребёнок

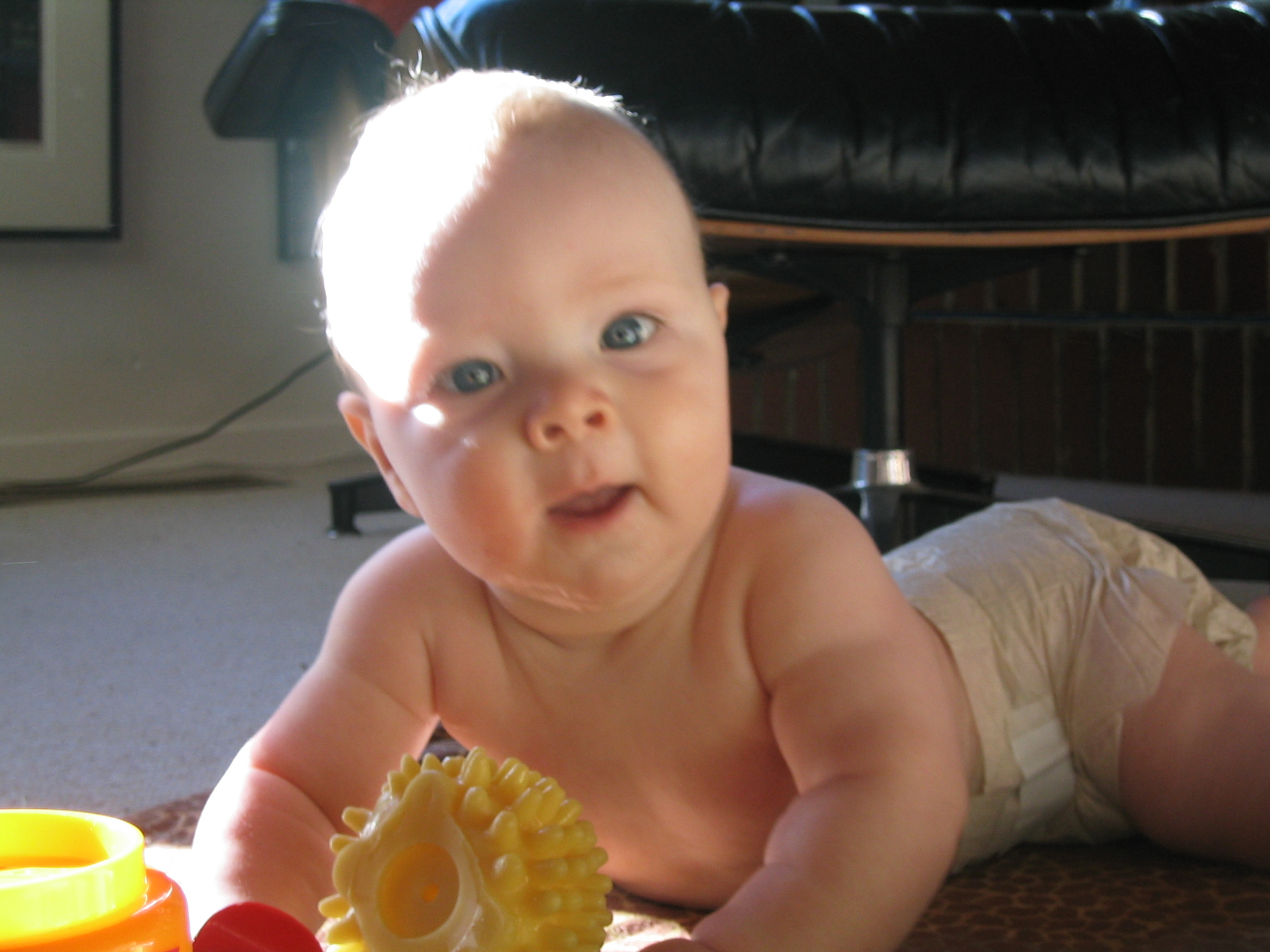
Грудной ребёнок

Грудной ребёнок — ребёнок в возрасте до одного года. Различают период новорождённости (первые 4 недели после рождения) и грудной возраст (от 4 недель до 1 года). Развитие грудного ребёнка оказывает решающее влияние на его дальнейшее умственное и физическое развитие. Его организм неустойчив ко внешним воздействиям, восприимчив к заболеваниям, поэтому ему необходим наиболее тщательный уход.
Грудной возраст характеризуется особенно интенсивным ростом и развитием. В возрасте от одного до трёх месяцев рост ребёнка увеличивается ежемесячно на 3 см; в 4—6 месяцев — на 2,5 см, в 7—9 месяцев — на 1,5—2 см, в 10—12 месяцев — на 1 см. За первый год жизни рост ребёнка увеличивается в среднем в 1,5 раза, достигая 75 см, масса тела увеличивается в среднем в 3 раза, достигая 10 кг.

#### Анатомо-физиологические особенности
Дети грудного возраста имеют нежную, легкоранимую кожу, недоразвитые выводные протоки потовых желез. Потоотделение за первый год жизни удваивается, но часто имеет неадекватный характер (может увеличиться при похолодании). Апокринные потовые железы не функционируют. Рост волос в этом возрасте замедлен, за первый год жизни их толщина увеличивается в среднем с 0,06 мм до 0,08 мм.
В этом возрасте интенсивно нарастает как масса подкожной клетчатки, так и количество жировых клеток. Грудные дети имеют большее чем взрослые, отношение массы подкожной ткани к массе тела. При рождении содержание жира в подкожной ткани 35,5 %, за год оно увеличивается до 56 %.
Костная ткань младенцев содержит меньше, чем у взрослых, минеральных веществ. Более толстая, чем у взрослых, надкостница участвует в образовании новой костной ткани. Постепенно появляются точки окостенения, в скелете накапливаются соли кальция, кости твердеют. За время первого года жизни содержание кальция в костях становится больше в среднем в 3,5 раза (с 28 до 100 г). Появляются физиологические изгибы позвоночника. Швы между костями черепа, имеющиеся у новорождённого ребёнка, к 3—4 месяцам уплотняются, малый родничок закрывается к 4—8-й неделе; большой родничок — к концу первого года жизни. Форма грудной клетки бочкообразная, имеет горизонтальное расположение рёбер. Первые молочные зубы появляются в 6-8 месяцев, в годовалом возрасте должно быть 8 зубов.
Мышечная система развита слабо, отношение массы мышц к массе тела заметно меньше, чем у взрослого человека. Мышцы, особенно сгибатели, у новорождённых имеют повышенный тонус, который у рук нормализуется к 2—2,5 месяцам, у ног к 3—4 месяцам, при этом исчезает обычно согнутое состояние конечностей.
Уже сформированные бронхи имеют узкий просвет, их мышечные и эластические волокна развиты слабо. Недостаточное развитие имеет эластическая ткань лёгких. В течение первого года жизни растёт количество альвеол, соответственно дыхательная поверхность лёгких увеличивается на первом году жизни в 4 раза, а минутный объём дыхания — с 635 до 2200 см3. Частота дыхания постепенно становится реже. У нормальных грудных детей на одно дыхание приходится примерно 3 удара сердца. Сердце к 8 месяцам увеличивает свою массу в 2 раза, в основном за счёт утолщения миокарда. Пульс постепенно становится реже: в годовалом возрасте его частота не превышает 120 ударов в минуту.

### Развитие личности младшего школьника

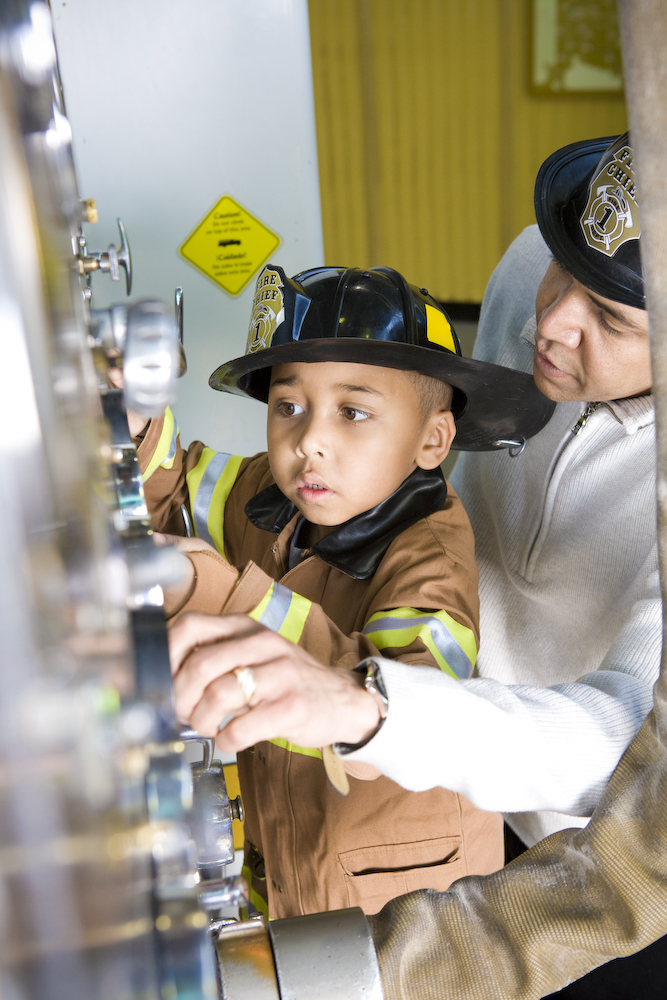
Ребёнок изучает работу пожарных в детском музее Денвера

На развитие личности младшего школьника имеет смысл посмотреть в свете формирования у него внутренней позиции, результатом действия которой является его произвольное поведение — стратегическая цель всего психического развития в целом в этом возрасте.
В младшем школьном возрасте ведущим фактором становления произвольного поведения является учебная деятельность, отчасти труд в семье. Последний связан с обязанностями в семье, когда сама деятельность начинает носить выраженный произвольный характер.
1. Для развития произвольного поведения важно умение ребёнка не только руководствоваться целями, которые ставит перед ним взрослый, но и умение самостоятельно ставить такого рода цели и в соответствии с ними самостоятельно организовывать и контролировать своё поведение и умственную деятельность. Необходимо помнить о мощном побудительном значении цели для преодоления трудностей. Цель тогда выполняет свою конструктивную функцию, когда она формируется перед началом деятельности и если она связана с не очень большим объёмом предстоящей работы. В противном случае ребёнок отказывается от деятельности.
2. Следующий момент связан с ростом значения отношений между школьниками. Именно в этот период возникают коллективные связи, формируется общественное мнение, взаимная оценка, требовательность и другие феномены общественной жизни. Выраженное стремление к общению с товарищами наблюдается на пороге 4-5 классов. Причем эта потребность резко возрастает у тех детей, у которых ранее она была едва заметна. Ведь каждый ребёнок хочет найти своё место, хочет быть принятым и признанным своими товарищами. В этом возрасте отмечается сильная текучесть взаимоотношений между детьми, в основе чего лежит стремление ребёнка найти для себя наиболее близкого товарища и друга.
3. Произвольность поведения обусловливает становление и развитие у учеников 4-5 классов чувства взрослости.

Различают:
- социально-моральную взрослость, которая проявляется в отношениях с взрослыми, в участии ребёнка в заботах о семье, её благополучии, систематической помощи родителям. Обычно это бывает в семье, где переживаются трудности, где ребёнок берёт на себя выполнение взрослых обязанностей;
- интеллектуальную взрослость, выражающаяся в стремлении ребёнка что-то знать и уметь по-настоящему, что стимулирует его познавательную деятельность;
- равнение ребёнка на качества «настоящего мужчины» и «настоящей женщины» как результат прямого подражания и выработка в себе таких взрослых качеств как сила, смелость, мужество, выносливость, верность в дружбе, забота о других и т. п.

Показателем возникновения чувства взрослости можно считать :
- возникновение желаний и требований «взрослого» к себе отношения со стороны окружающих,
- стремление к самостоятельности и желание оградить некоторые сферы своей жизни от вмешательства взрослых
- наличие собственной линии поведения, собственных взглядов и стремление их отстоять.

Психологи считают[какие?], что появление чувства взрослости является важным психологическим новообразованием этого периода и по его появлению можно судить о начале нового этапа личностного развития ребёнка.

### Подростковый период
Возрастной период, в котором происходит половое созревание ребёнка и перестроение организма на более высокий уровень развития — совершеннолетие.
Подро́сток — юноша или девушка в переходном от детства к юности возрасте. Современная наука определяет подростковый возраст в зависимости от страны (региона проживания) и культурно-национальных особенностей, а также пола (от 12—14 до 15—17 лет).
На 2011 год в мире насчитывается более миллиарда подростков.

### Галерея

По возрасту:
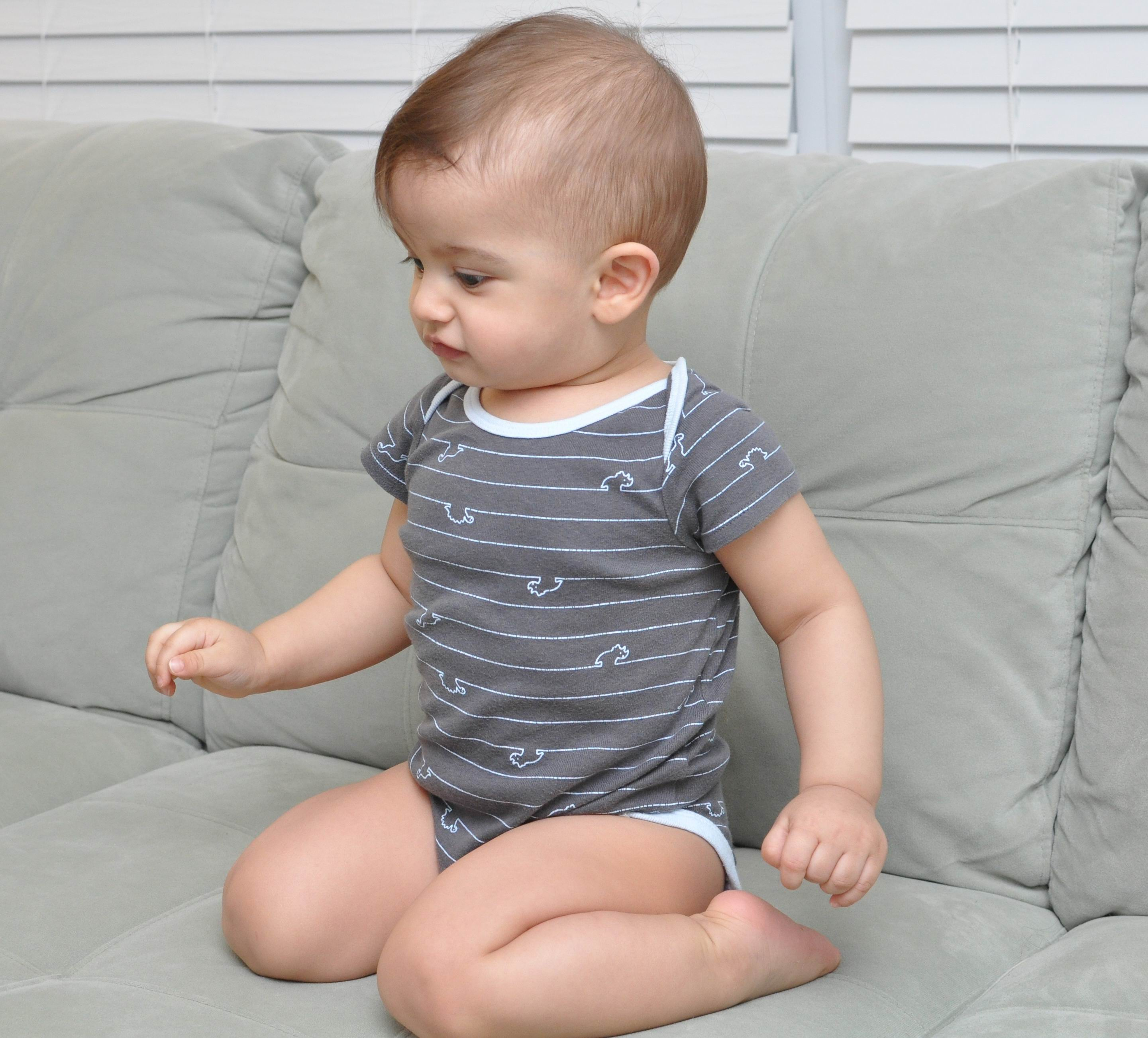
1 год
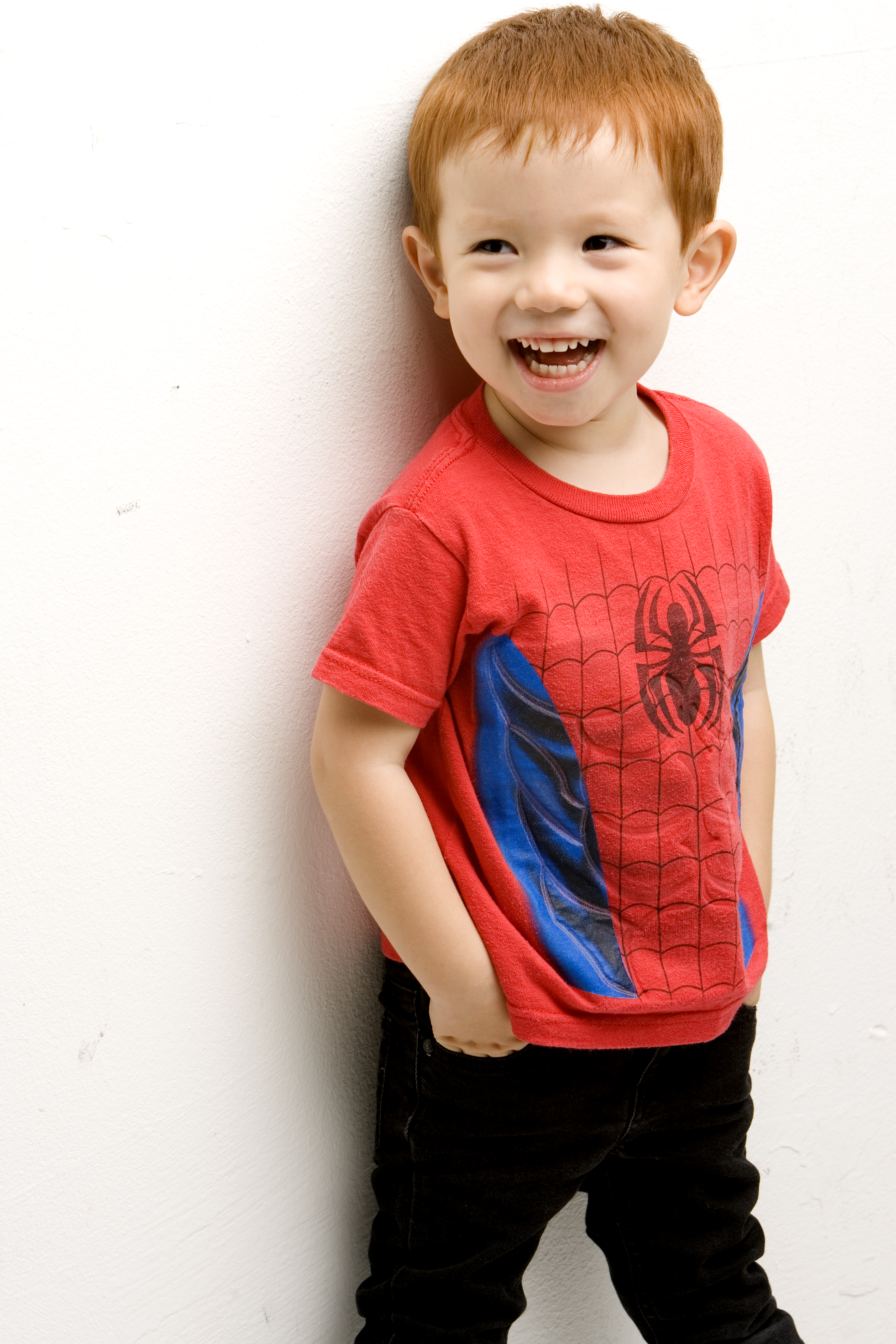
2 года
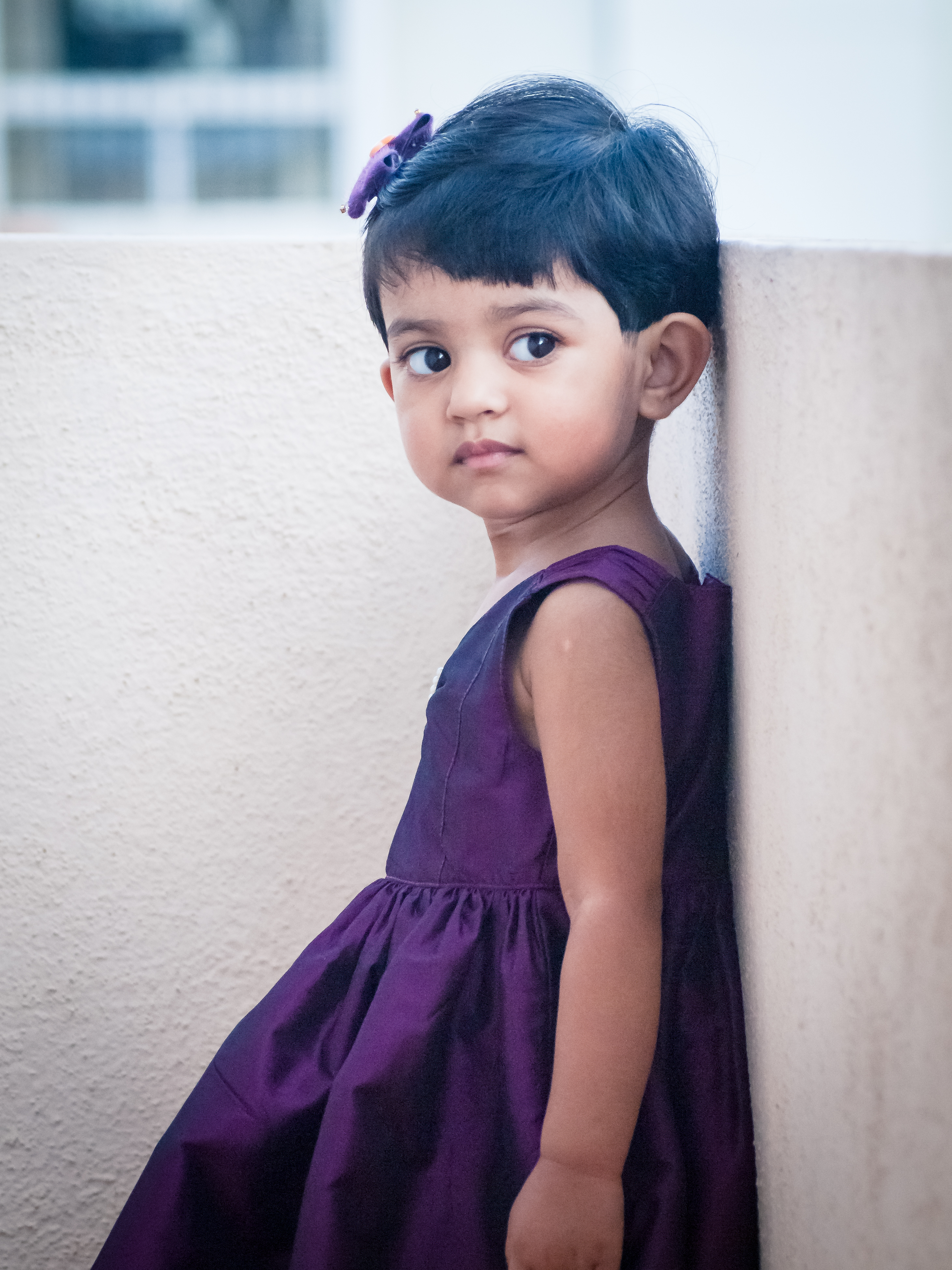
3 года
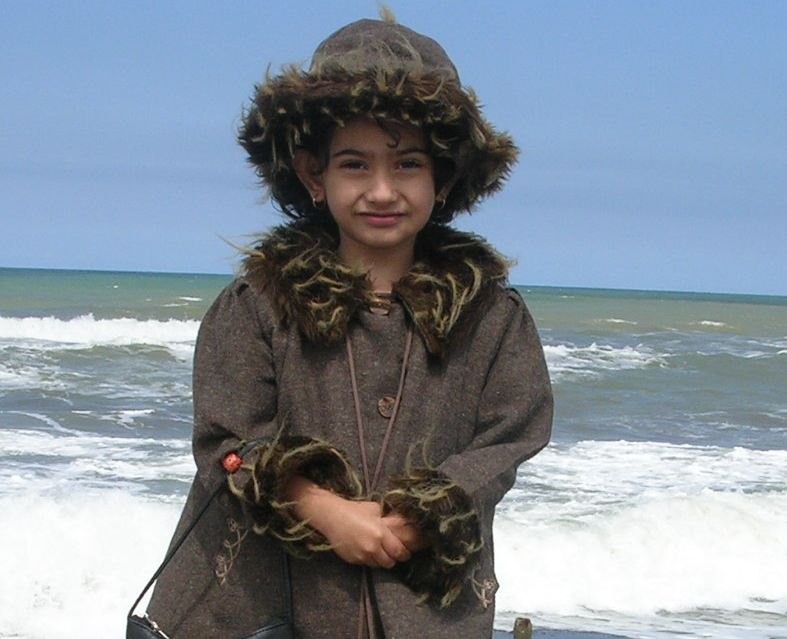
4 года
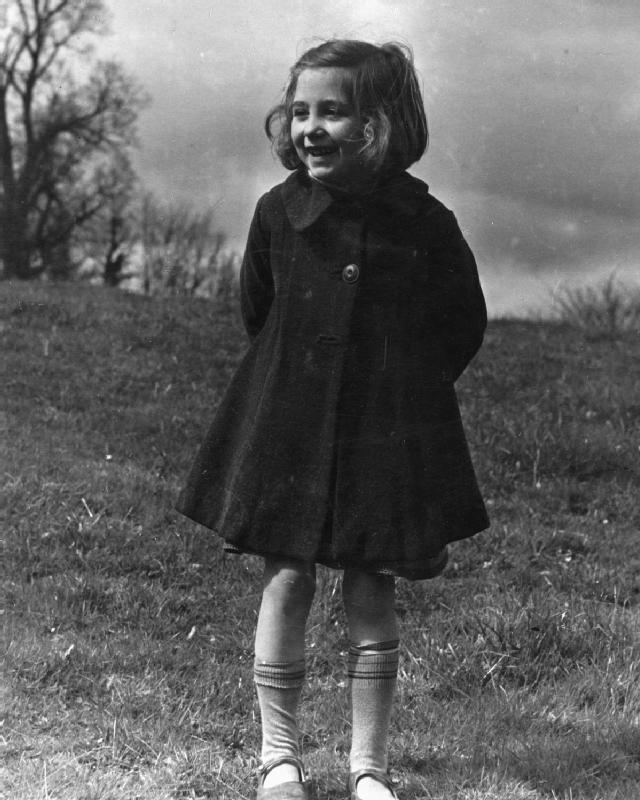
5 лет
6 лет
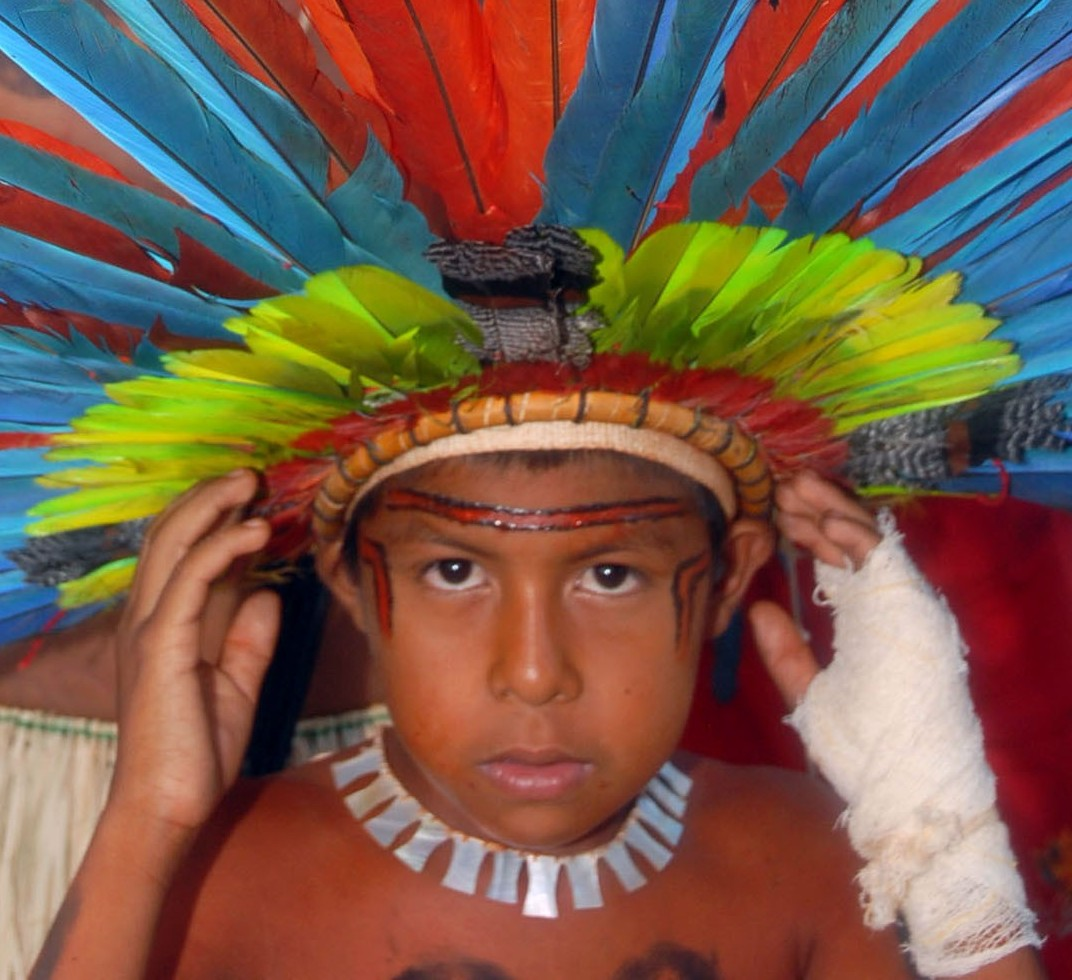
7 лет
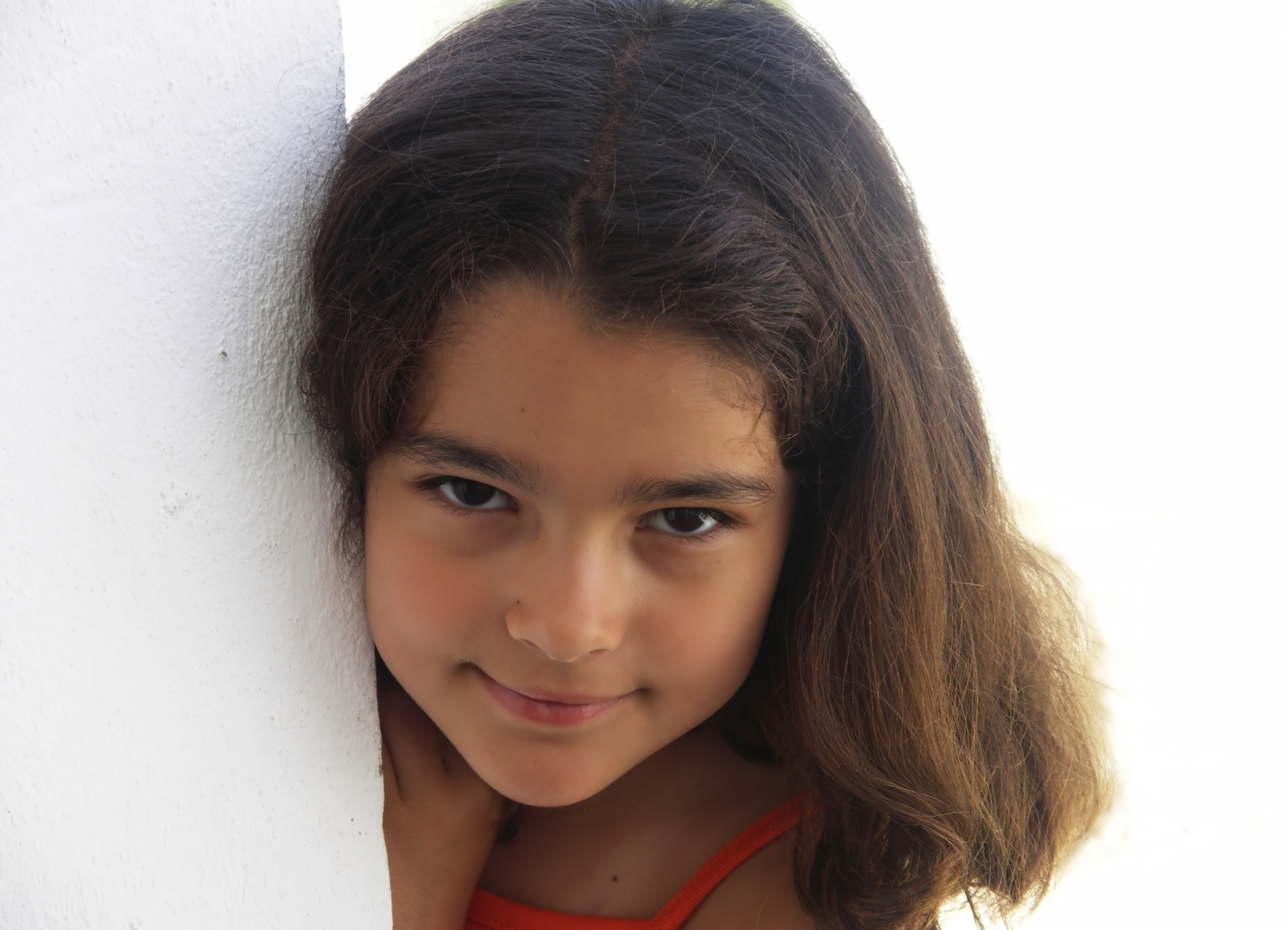
8 лет
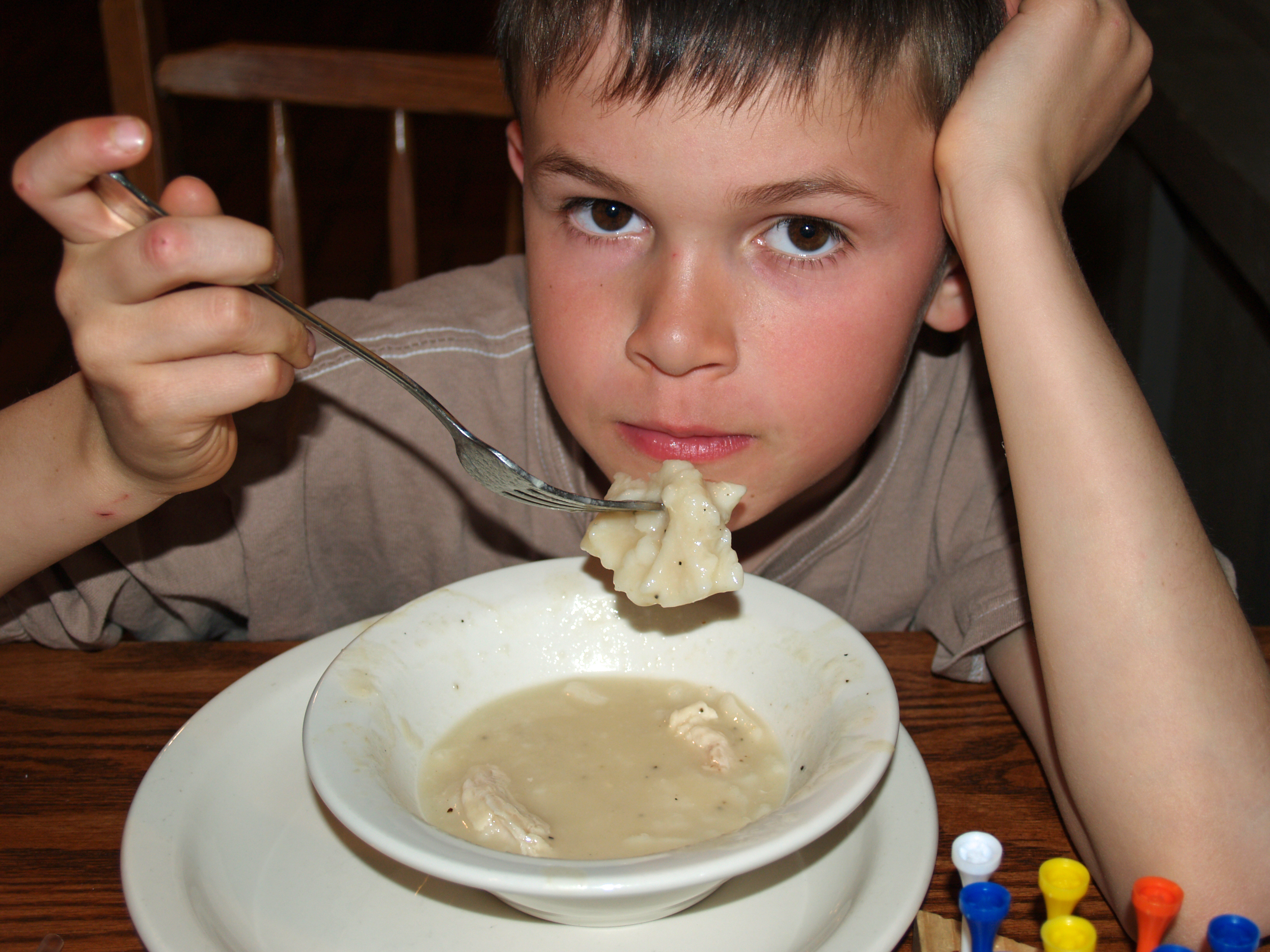
9 лет
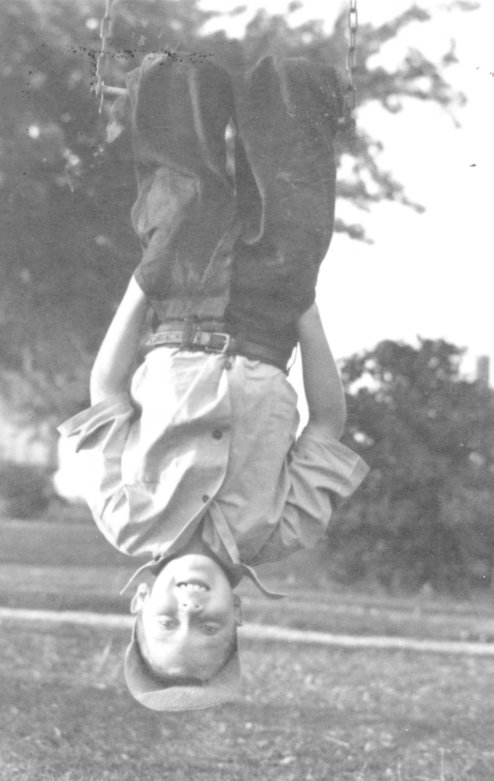
10 лет
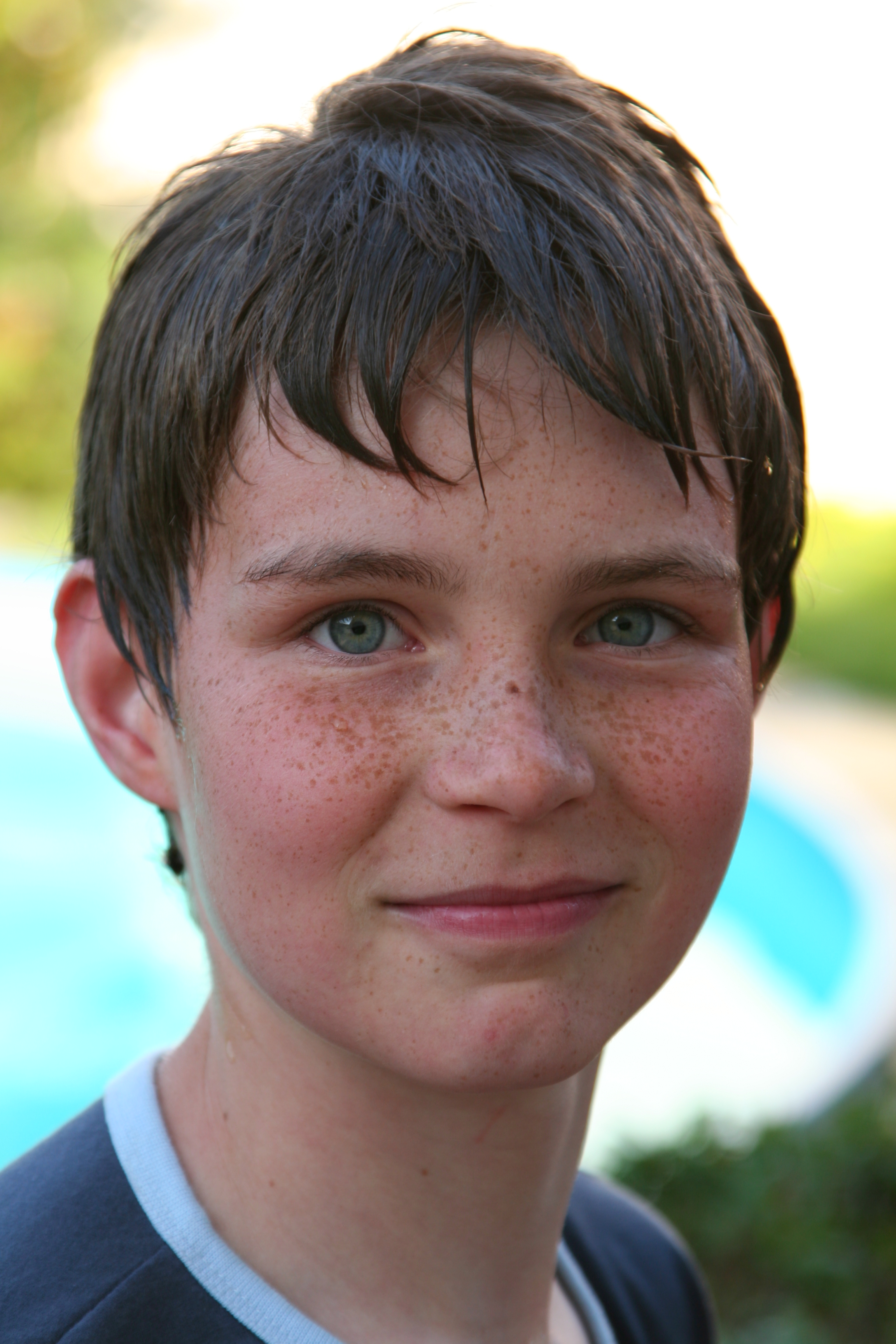
11 лет
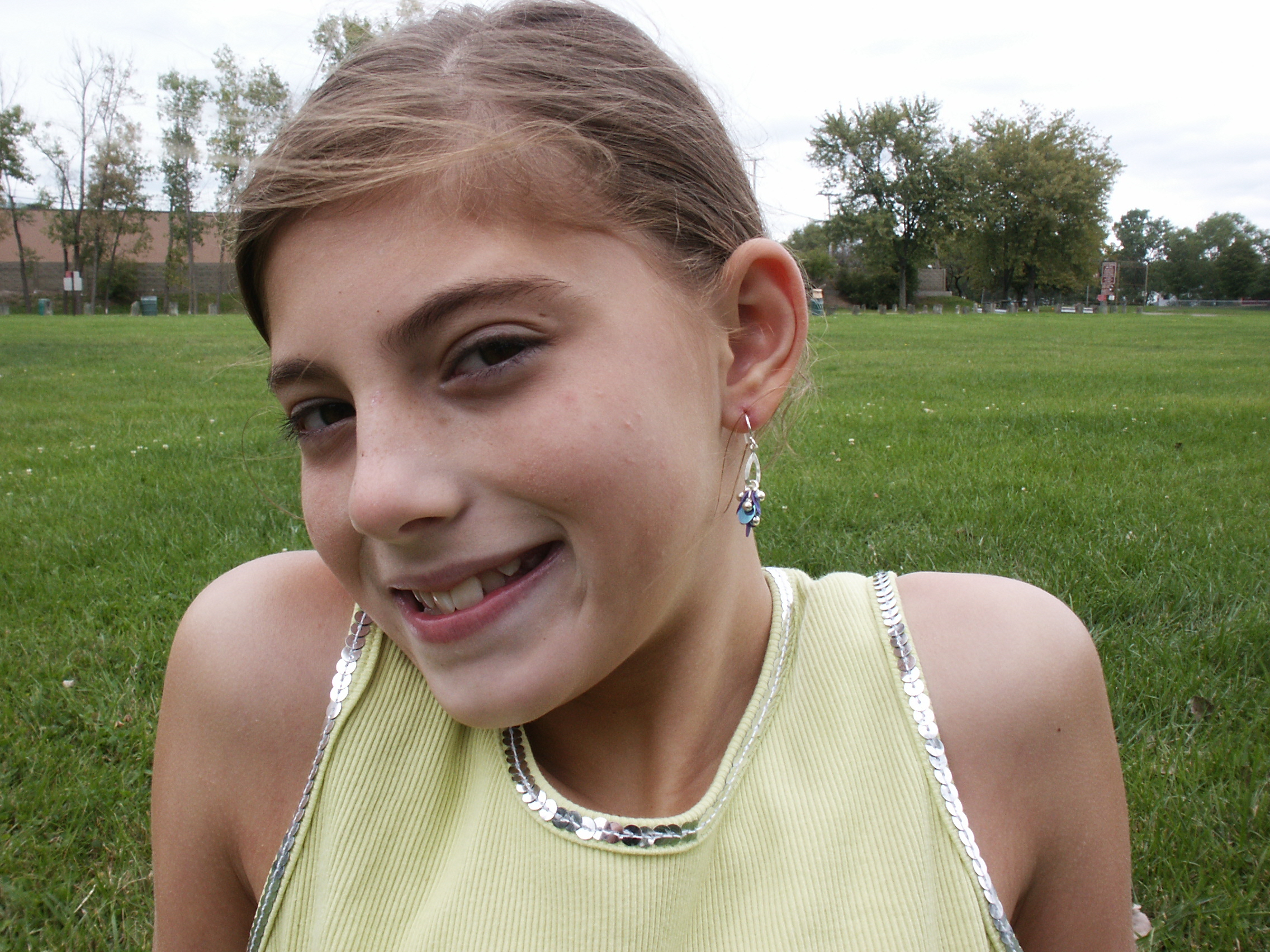
12 лет
13 лет
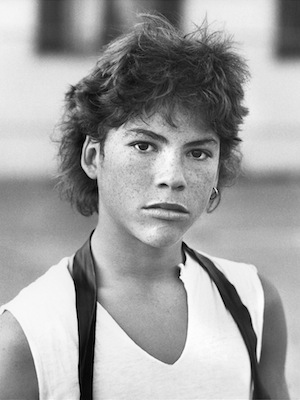
14 лет

## Периоды умственного развития
Интеллект человека проходит в своём развитии несколько основных стадий. От рождения до 2 лет продолжается период сенсомоторного интеллекта; от 2 до 11 лет — период подготовки и организации конкретных операций, в котором выделены подпериод дооперациональных представлений (от 2 до 7 лет) и подпериод конкретных операций (от 7 до 11 лет); с 11 лет приблизительно до 15 длится период формальных операций.

### Основные стадии развития

#### Период сенсомоторного интеллекта (0—2 года)
От рождения до двух лет постепенно развивается организация перцептивных и двигательных взаимодействий с внешним миром. Это развитие идёт от ограниченности врождёнными рефлексами к связанной организации сенсомоторных действий по отношению к непосредственному окружению. На этой стадии возможны только непосредственные манипуляции с вещами, но не действия с символами, представлениями во внутреннем плане.

#### Период подготовки и организации конкретных операций (2—11 лет)

##### Подпериод дооперациональных представлений (2—7 лет)
Здесь совершается переход от сенсомоторных функций к внутренним — символическим, то есть к действиям с представлениями, а не с внешними объектами. Символическая функция — «способность отличать обозначение от обозначаемого и вследствие этого возможность использовать первое для того, чтобы вспомнить второе или указать на него». В младенчестве ребёнок хотя и может воспринимать сенсорный сигнал как знак события, которое последует за ним, но не способен воспроизвести во внутреннем плане знак не воспринимаемого актуально события, не являющийся конкретной частью этого события.

##### Подпериод конкретных операций (7—11 лет)
Ещё на стадии дооперациональных представлений ребёнок приобретает способность совершать некоторые действия с представлениями. Но только в период конкретных операций эти действия начинают объединяться, координироваться друг с другом, образуя системы интегрированных действий (в отличие от ассоциативных связок). Такие действия называются операциями. Операции — «действия, интериоризованные и организованные в структуры целого»; операцией называется «любой акт представления, являющийся составной частью организованной сети соотнесённых друг с другом актов». Всякая совершаемая (актуализируемая) операция является элементом целостной системы возможных (потенциальных) в данной ситуации операций.

#### Период формальных операций (11—15 лет)
Основная способность, появляющаяся на стадии формальных операций, — способность иметь дело с возможным, гипотетическим, а внешнюю действительность воспринимать как частный случай того, что возможно, могло бы быть. Реальность и собственные убеждения ребёнка перестают необходимым образом определять ход рассуждения. Ребёнок теперь смотрит на задачу не только с точки зрения непосредственно данного в ней, но прежде всего задаётся вопросом о всех возможных отношениях, в которых могут состоять, в которые могут быть включены элементы непосредственно данного.

## Воспитание

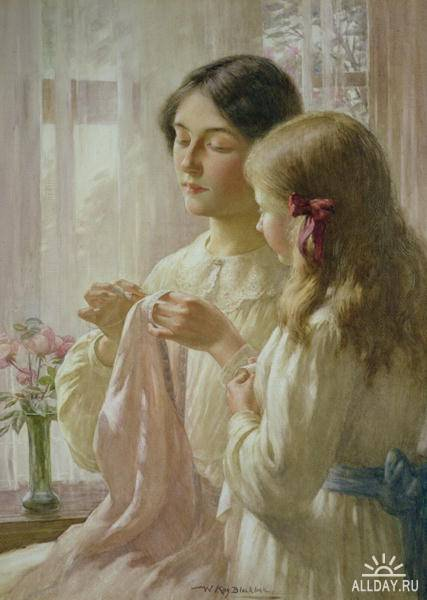
У. К. Блейлок. Урок (ок. 1900)

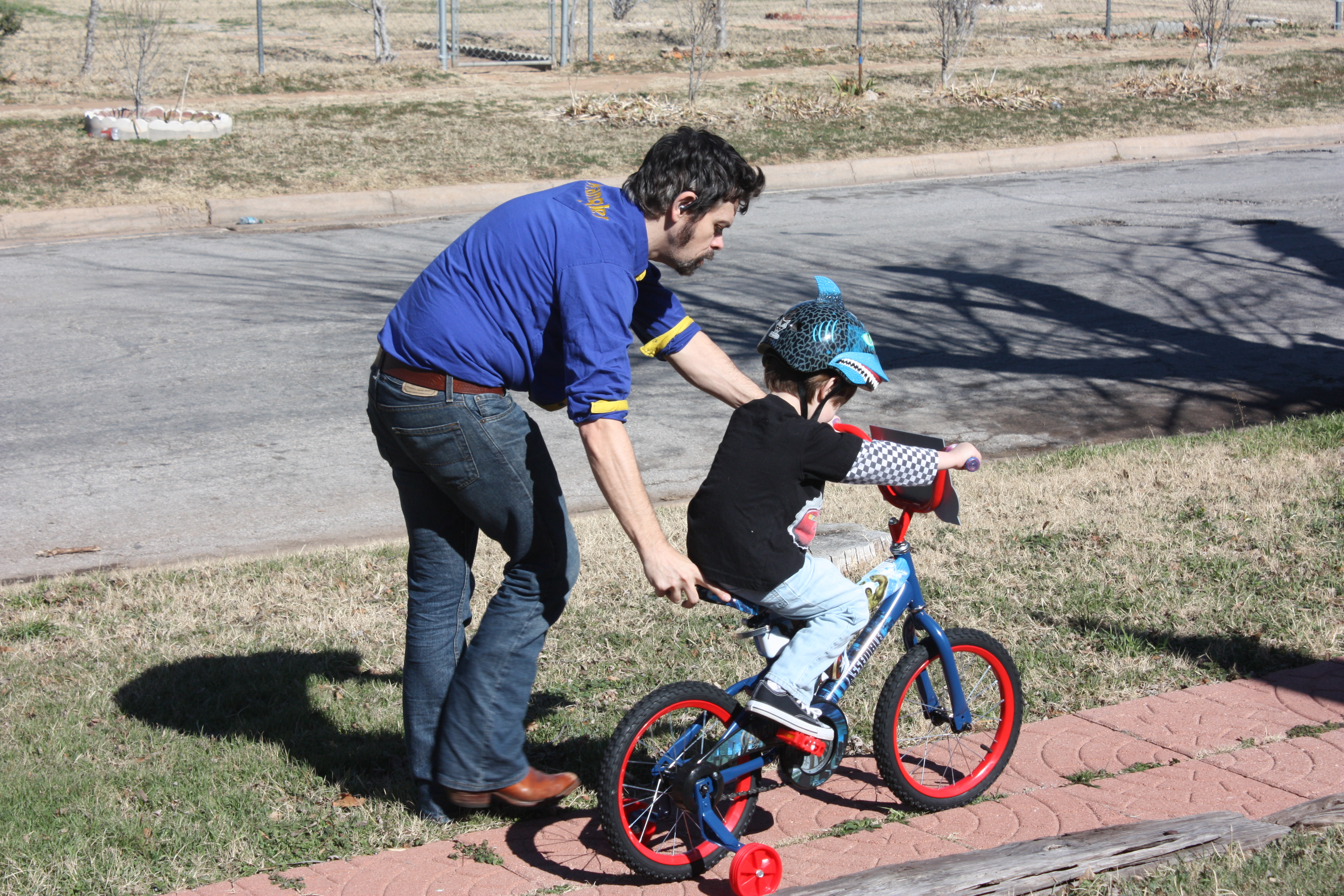
Отец учит сына кататься на велосипеде

Воспитание — процесс формирования человеческой личности. В процессе воспитания ребёнок подготавливается к личной, общественной, производственной и культурной жизни. Воспитание играет основную роль в нравственном, умственном и физическом развитии ребёнка. Основными видами воспитания являются семейное, или домашнее, и общественное. Общественно-организованное воспитание включает в себя школы, дошкольные и внешкольные учреждения, детские и молодёжные организации. В процессе воспитания на ребёнка оказывают организованное совместное воздействие деятельности семьи, системы общественно-организованного воспитания и весь уклад жизни общества, уровень развития науки и техники, литература, искусство, СМИ. Воспитание теснейшим образом связано с обучением, которое является важнейшим воспитательным средством. Воспитание обеспечивает преемственность между старшими и младшими поколениями, передачу накопленного опыта по обучению знаниями, сохранению и развитию здоровья, мировоззрения и т.п.
Воспитание происходит при помощи следующих основных средств:
- пример, в первую очередь подаваемый воспитателем воспитаннику;
- приказ, в том числе требование и запрет;
- убеждение;
- приучение;
- обучение;

Наука о воспитании — педагогика — выявляет и исследует все факторы, действующие в процессе воспитания.
Основными направлениями воспитания детей являются:
- постоянное, но по возможности не навязчивое направление деятельности ребёнка, сначала только в процессе игр, позже — при участии в домашних делах и трудовой деятельности;
- помощь в расширении кругозора, разъяснение сущности явлений, о которых ребёнку необходимо знать и которые ему интересны;
- формирование необходимых нравственных качеств;
- поощрение занятий физкультурой и спортом.

Педагогическая наука рекомендует постепенный систематический рост требований к детям в зависимости от возраста.
В древности воспитание детей не имело характера специфической деятельности. Жизненный опыт старших поколений устно передавался из поколения в поколение в процессе трудовой деятельности, а также при проведении различных обрядов и игр. Воспитание обеспечивало в первую очередь их физическое развитие, развивало их трудовые способности.

## Особенности физиологии
У новорождённых и детей раннего возраста растущие потребности в кислороде и отводе углекислого газа и мочевины пропорционально гораздо больше, чем у взрослых. Дыхание ребёнка очень отличается от взрослого, слизистая оболочка лёгких тонкая и ранимая, но более гибкая, часто с обильными выделениями слизи, лучшей мукоцилиарной деятельностью; более эффективен кашель и чихание, но они менее контролируемы, чем у взрослых.

Частота дыхания (по отношению к весу тела) у ребёнка от 6 месяцев до 4 лет в три раза больше, чем у взрослого, а для ребёнка от 5 до 11 лет — в два раза. Это означает, что организм ребёнка лучше снабжается кислородом, чем организм взрослого, но также более уязвим, когда вдыхает загрязнённый воздух; а именно: в то время как организм взрослого поглощает токсичные газы или аэрозольные взвеси из расчёта 1 мг на 1 кг массы тела в сутки, то ребёнок в возрасте от 6 месяцев до 4 лет поглощает в три раза больше, и при этом его детоксикационный потенциал зачастую ниже, чем у взрослых.

## Здоровье
Следит за течением процессов роста и развития детей, а также состоянием здоровья и связанными с этим проблемами самостоятельная область медицины — педиатрия. В отличие от других медицинских специальностей, занимающихся в основном изучением отдельных органов и систем либо течения биологических процессов, педиатрия изучает любые отклонения, возникающие в процессе роста, развития и возможные нарушения состояния здоровья ребёнка, ибо течение патологических процессов у детей существенно отличается от таковых у взрослых, а реакция организма на заболевания меняется по мере роста ребёнка. В числе прочего, в обязанности педиатра входит обеспечение для всех детей организованного коллектива (ясли, дом ребёнка, детский комбинат, школа, интернат, стационар) благоприятных условий достижения ими природного потенциала развития. Таким образом, педиатры находятся в авангарде служб социальной заботы о детях, выступая в роли хранителей физического, умственного и эмоционального развития детей.

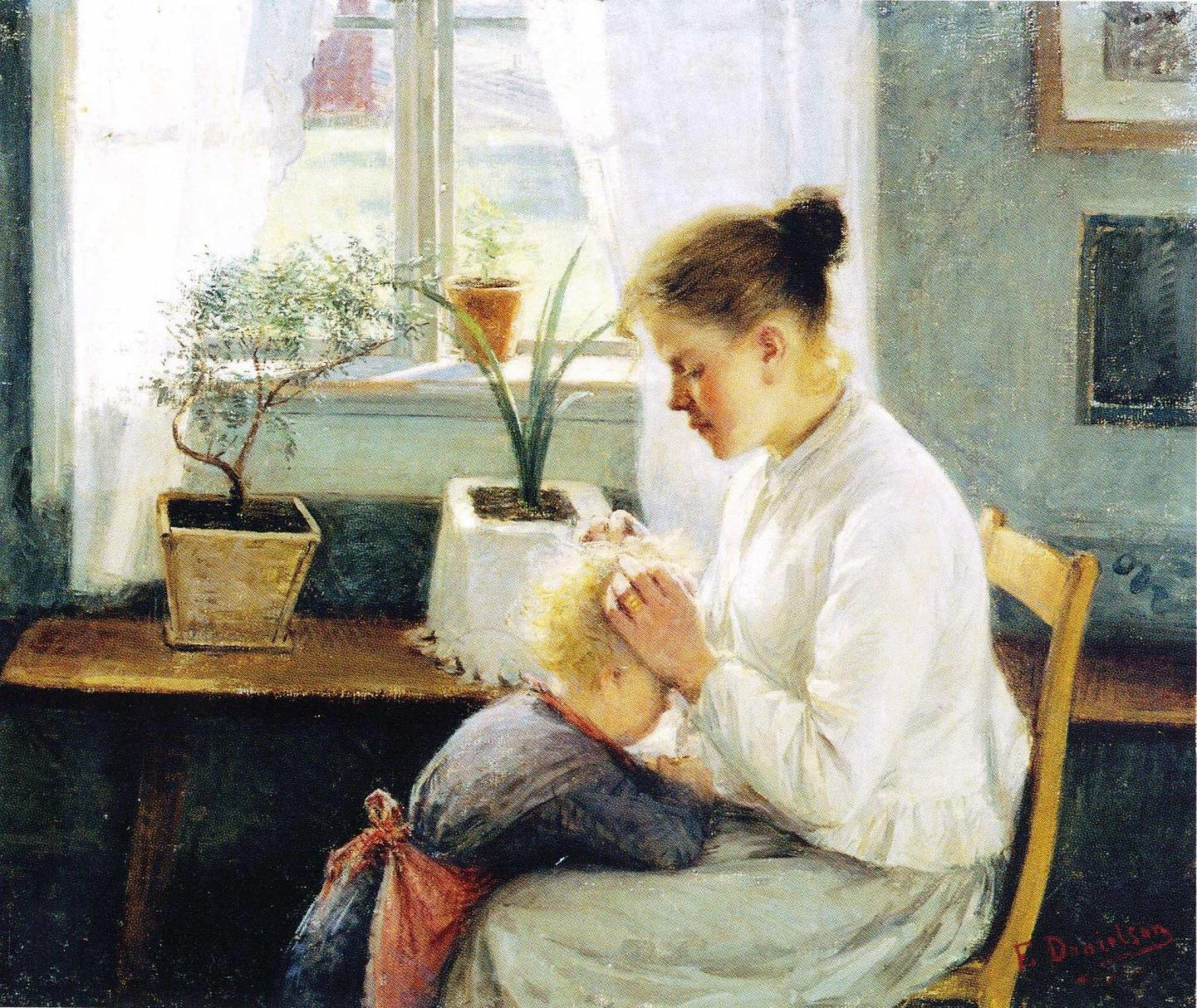
Элин Даниельсон-Гамбоджи. Материнская забота (1891)

Состояние здоровья детей в различных популяциях земного шара и вызванные этим проблемы зачастую обусловлены многими, нередко взаимосвязанными, факторами, среди которых:
1. распространение (эпидемиология) возбудителей инфекционных заболеваний и их носителей (лиц со стёртыми формами заболеваний);
2. географическое положение, климатические условия, экология;
3. сельскохозяйственные ресурсы и обычаи;
4. социально-культурный уровень общества, образование, экономическое развитие;
5. частота носительства генов некоторых наследственных болезней.

В настоящее время особое внимание придаётся социальным и поведенческим аспектам помощи детям: начиная от пересмотра привычных методов воспитания ребёнка и заканчивая внедрением важных программ, направленных на профилактику жестокого обращения с детьми раннего и более старшего возраста, а также неудовлетворительного ухода за ребёнком.
Профилактическое направление в педиатрии в первую очередь включает мероприятия, направленные на предупреждение заболеваний и возможного развития инвалидизации подрастающего поколения:
- первичная профилактика (попытки предупредить развитие заболевания до его начала): иммунизация населения, хлорирование (обеззараживание) или фторирование воды (профилактика кариеса зубов), пастеризация, дератизация, профилактика травматизма и так далее;
- вторичная профилактика (выявление, распознавание и ограничение предвестников заболеваний, а также определение и лечение заболеваний на ранних стадиях, например нарушения осанки у подростков);
- третичная профилактика (мероприятия, направленные на предотвращение прогрессирования ограничения функций, обусловленного выявленным заболеванием, например физиотерапевтические методы лечения у пациентов с хроническими неврологическими нарушениями, направленные на предотвращение развития контрактур).

### Влияние возраста родителей на здоровье ребёнка
Возраст обоих родителей может влиять на здоровье ребёнка. В организме как мужчин, так и женщин с возрастом накапливаются изменения, негативно влияющие на здоровье потомства. Принято считать, что у женщины возрастом больше приблизительно 35 лет физиологические изменения могут сказываться на течении беременности и здоровье будущего ребёнка. У мужчин с возрастом накапливаются мутации в половых клетках — примерно по две в год. В 2019 году в обзорном исследовании показано, что при возрасте отца 45 лет и больше зачатый ребёнок подвергается повышенному риску врождённых заболеваний, в среднем такие новорождённые имеют более низкую оценку по шкале Апгар, кроме того, беременность женщины протекает тяжелее для неё.

С другой стороны, есть данные о том, что у детей пожилых отцов увеличена длина теломер на концах ДНК, что потенциально увеличивает продолжительность жизни и здоровье организма. Причём увеличенная длина теломер наблюдается также во втором и третьем поколении, у детей, которые родились уже у молодых отцов.

## Юридический статус
Статус «ребёнка» равно как и «взрослого» варьируется в разных культурах и юридических системах. В настоящее время статья 1 Конвенции о правах ребёнка определяет ребёнка как «человеческое существо до достижения восемнадцатилетнего возраста».

### Возраст совершеннолетия
- В большинстве стран совершеннолетие наступает с 18 лет.
- Минимальный возраст совершеннолетия установлен на Фарерских островах — 14 лет.
- На Кубе совершеннолетие наступает с 16 лет.
- В России совершеннолетие наступает в 18 лет.

### Права ребёнка
В соответствии с международным и российским законодательством ребёнок от рождения имеет неотъемлемые права, которые гарантируются ему государством: ребёнок, как и любое человеческое существо, имеет неотъемлемое право на жизнь, на уважение его взглядов и права свободного выражения этих взглядов по всем затрагивающим его вопросам, иметь и выражать своё мнение, право получать и передавать информацию в различных формах, право на защиту от дискриминации, право на образование, на отдых и досуг и т. д.
Традиционно полагают [кто?], что человек остаётся ребёнком до 13–16 лет, но, в зависимости от контекста, можно использовать другие определения, например, легальный возраст, когда можно покупать спиртные напитки, получить паспорт, голосовать на выборах или «возраст согласия». Другой способ определения, перестал ли человек быть ребёнком, — по достижении половой зрелости.
До наступления совершеннолетия человек не обладает всей полнотой юридических прав, ответственность за него несёт родитель, или иной законный представитель (например опекун).
В большинстве стран существуют законы, по которым несовершеннолетним запрещена продажа алкогольной и табачной продукции.
Также существуют законы о защите детей от вредоносной информации (запрещена например демонстрация насилия, порнографии, пропаганда употребления наркотиков, и суицида). В России с 1 сентября 2012 года действует федеральный закон, устанавливающий правила для всех источников массовой информации.